# 马库斯·沃森
马库斯·沃森（英語：Marcus Watson，1991年6月27日—），英国男子橄榄球运动员。他曾代表英国七人制国家队参加2016年夏季奥林匹克运动会七人制橄榄球比赛，获得一枚银牌。